# ویولا اودبرشت
ویولا اودبرشت (انگلیسی: Viola Odebrecht؛ زادهٔ ۱۱ فوریهٔ ۱۹۸۳) بازیکن فوتبال اهل آلمان است.
از باشگاه‌هایی که در آن بازی کرده‌است می‌توان به باشگاه فوتبال ۱.اف‌اف‌سی توربین پوتسدام، باشگاه فوتبال زنان وولفسبورگ، باشگاه فوتبال وولفسبورگ، و باشگاه فوتبال اف‌سی‌آر ۲۰۰۱ دویسبورگ اشاره کرد.
وی همچنین در تیم‌های ملی فوتبال Germany women's national under-19 football team و زنان آلمان بازی کرده‌است.
وی در مسابقات کشوری و بین‌المللی در مجموع برندهٔ ۱ مدال برنز شده‌است.